# Brockham
Brockham – wieś w Anglii, w hrabstwie Surrey, w dystrykcie Mole Valley. Leży 33 km na południe od centrum Londynu. Miejscowość liczy 2798 mieszkańców.